# ميلان-سان ريمو 1989
ميلان-سان ريمو 1989 (بالإنجليزية: 1989 Milan–San Remo)‏ هو سباق دراجات هوائية، وهو الموسم رقم 80 من السباق، وأقيم في 18 مارس 1989، وامتدّ لمسافة 294 كيلومتر، وهو أحد سباقات كأس العالم لسباق الدراجات على الطريق 1989 ‏، وهو من نوع سباق يوم واحد، وقد شارك في السباق 207 متسابقاً ووصل إلى نهايته 116 متسابقاً.
فاز فيه بالمركز الأول لوران فنون، وبالمركز الثاني فرانس ماسين، وبالمركز الثالث Adriano Baffi ‏.

## الفرق
| فرق دراجات محترفة (27)- Système U (cycling team) ‏ - Superconfex - Helvetia–La Suisse ‏ - Crédit Agricole (cycling team) ‏ - PDM (cycling team) ‏ - Atala (cycling team) ‏ - Histor–Sigma ‏ - Weinmann (cycling team) ‏ - Carrera (cycling team) ‏ - AD Renting (cycling team) ‏ - Ariostea (cycling team) ‏ - Pepsi-Cola (cycling team, 1987–1989) ‏ - RMO (cycling team) ‏ - Gewiss–Bianchi ‏ - La Vie Claire ‏ - Panasonic (cycling team) ‏ - Del Tongo (cycling team) ‏ - 7-Eleven (cycling team) ‏ - Aki–Safi ‏ - اسبلندور ‏ - Reynolds - TVM (cycling team) ‏ - Artiach (cycling team) ‏ - Amaya Seguros (cycling team) ‏ - Malvor–Bottecchia ‏ - Selca-Conti-Ciclolinea - Chateau d'Ax (cycling team) ‏ |  |
| |  |

## التصنيف العام النهائي
| \| التصنيف العام \| التصنيف العام \| التصنيف العام \| التصنيف العام \| التصنيف العام \| \| العداء \| العداء \| الفريق \| الوقت \| \| \| ------------- \| -------------------------------- \| ------------------------------------------- \| ------------- \| ------------- \| \| 1 \| لوران فنون \| Système U (cycling team) [الإنجليزية]‏ \| 7 س 08 د 19 ث \| \| \| 2 \| فرانس ماسين \| Superconfex-Yoko \| + 7 ث \| \| \| 3 \| Adriano Baffi [الإنجليزية]‏ \| Ariostea (cycling team) [الإنجليزية]‏ \| + 30 ث \| \| \| 4 \| Ronan Pensec [الإنجليزية]‏ \| Crédit Agricole (cycling team) [الإنجليزية]‏ \| + 30 ث \| \| \| 5 \| شون كيلي \| PDM (cycling team) [الإنجليزية]‏ \| + 30 ث \| \| \| 6 \| Danilo Gioia [لغات أخرى]‏ \| Atala (cycling team) [الإنجليزية]‏ \| + 30 ث \| \| \| 7 \| Rudy Dhaenens [الإنجليزية]‏ \| PDM (cycling team) [الإنجليزية]‏ \| + 30 ث \| \| \| 8 \| جيرار روي \| Système U (cycling team) [الإنجليزية]‏ \| + 30 ث \| \| \| 9 \| Giuseppe Calcaterra [الإنجليزية]‏ \| Atala (cycling team) [الإنجليزية]‏ \| + 30 ث \| \| \| 10 \| اتيان دي وايلد \| Histor–Sigma [الإنجليزية]‏ \| + 30 ث \| \| |                      |                                 |               |  |
| |                      |                                 |               |  |
| |                      |                                 |               |  |
| التصنيف العام |                      |                                 |               |  |
| العداء | العداء               | الفريق                          | الوقت         |  |
| 1 | لوران فنون           | Système U (cycling team) ‏       | 7 س 08 د 19 ث |  |
| 2 | فرانس ماسين          | Superconfex-Yoko                | + 7 ث         |  |
| 3 | Adriano Baffi ‏       | Ariostea (cycling team) ‏        | + 30 ث        |  |
| 4 | Ronan Pensec ‏        | Crédit Agricole (cycling team) ‏ | + 30 ث        |  |
| 5 | شون كيلي             | PDM (cycling team) ‏             | + 30 ث        |  |
| 6 | Danilo Gioia ‏        | Atala (cycling team) ‏           | + 30 ث        |  |
| 7 | Rudy Dhaenens ‏       | PDM (cycling team) ‏             | + 30 ث        |  |
| 8 | جيرار روي            | Système U (cycling team) ‏       | + 30 ث        |  |
| 9 | Giuseppe Calcaterra ‏ | Atala (cycling team) ‏           | + 30 ث        |  |
| 10 | اتيان دي وايلد       | Histor–Sigma ‏                   | + 30 ث        |  |